# Lilo Gruber

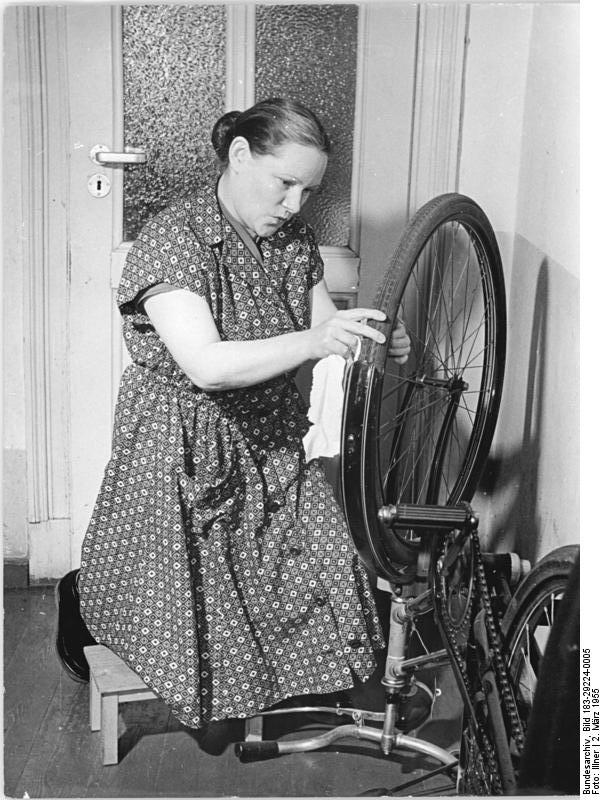
Lilo Gruber zu Hause (1955)

Lilo Gruber (* 3. Januar 1915; † 8. Januar 1992) war eine deutsche Balletttänzerin, Choreografin und Ballettdirektorin.

## Leben
Bereits als Fünfjährige erhielt Lilo Gruber (auch Lieselotte Gruber und Lieselotte Praski-Gruber) bei Tankred Rohrmoser Ballettunterricht und besuchte danach in Berlin die Ballettschule von Mary Zimmermann, die sie 1932 im Alter von 17 Jahren abschloss. In Kopenhagen setzte sie sich mit den Tanzideen des Ballettmeisters August Bournonville auseinander, um anschließend mit dem  Ballett Dorian quer durch Europa zu reisen. Dabei stellte sich heraus, dass sie für die Zukunft das Pädagogische bevorzugen möchte. Bereits 1937 bestand sie die Prüfung als Ballettmeisterin, um danach am Stadttheater Stettin zu arbeiten. Von 1938 bis 1940 hatte sie ein Engagement am Theater am Nollendorfplatz in Berlin. Ihre pädagogischen Erfahrungen verfestigte sie im Opernstudio Schulz-Dornburg, wo sie von Marie Schulz-Dornburg und Mary Wigman ausgebildet wurde. Mit diesem Wissen trat sie 1944 ihr Engagement am Stadttheater Greifswald an, wo sie bis zum Ende des Zweiten Weltkriegs blieb, um 1947 in Plauen am Theater zu arbeiten.
1948 begann Lilo Gruber in Leipzig als Mitarbeiterin ihrer ehemaligen Lehrmeisterin Mary Wigman an der Wigman-Schule und wurde danach Leiterin der Ballettschule der Städtischen Bühnen. Für die tänzerische Betreuung der 3. Weltfestspiele der Jugend und Studenten 1951 in Berlin trug sie die Verantwortung. Von 1953 bis 1955 übernahm sie das Ballett des Opernhauses der Städtischen Theater Leipzig als Ballettmeisterin und Choreografin. Mit der Wiedereröffnung der Deutschen Staatsoper Berlin im Jahr 1955 begann hier ihre Tätigkeit als Ballettmeisterin und Choreografin. 1964 wurde sie zur Ballettdirektorin ernannt,  bis sie 1971 als Chefchoreografin und Ballettdirektorin, wegen einer schweren Krankheit, verabschiedet wurde.  Im Jahr 1958 wurde Lilo Gruber als künstlerische Leiterin der Staatlichen Ballettschule Berlin berufen. Ab 1961 war sie Vorsitzende des künstlerischen Beirats der Ballettschule. 1965 wurde sie Ordentliches Mitglied der Akademie der Künste der DDR in der Sektion Darstellende Kunst. Mehrfach wurde Lilo Gruber als Jury-Mitglied bei Tanzwettbewerben eingesetzt. Ihr Wirken stand im Mittelpunkt mehrerer Dokumentarfilme. Leben und Werk hat die Akademie der Künste in ihrem umfangreichen Archiv bewahrt, das die Künstlerin dem Haus 1975 übergeben hatte.
Lilo Gruber war mit dem Sänger, Schauspieler und Regisseur Fred Praski verheiratet.

## Theater

### Choreographie
- 1953: Aram Chatschaturjan: Gayaneh (Opernhaus der Städtischen Theater Leipzig)
- 1953: Boris Assafjew: Die Flamme von Paris (Opernhaus der Städtischen Theater Leipzig)
- 1955: Aram Chatschaturjan: Gayaneh (Deutsche Staatsoper Berlin)
- 1956: Léo Delibes: Coppélia (Deutsche Staatsoper Berlin)
- 1957: Victor Bruns/Albert Burkat: Neue Odyssee (Deutsche Staatsoper Berlin)
- 1959: Peter Tschaikowski: Schwanensee (Deutsche Staatsoper Berlin)
- 1959: Richard Mohaupt nach Aristophanes: Lysistrata (Deutsche Staatsoper Berlin)
- 1961: Anatoli Ljadow: Die Prinzessin und die sieben Ritter (Staatliche Ballettschule Berlin in der Deutschen Staatsoper Berlin)
- 1963: Sergei Prokofjew nach William Shakespeare: Romeo und Julia (Deutsche Staatsoper Berlin)
- 1964: Wolfgang Hohensee: Sklaven – Ein Spartacus-Ballett (Deutsche Staatsoper Berlin)
- 1966: Adolphe Adam: Giselle oder die Wilis (Deutsche Staatsoper Berlin)
- 1967: Peter Tschaikowski: Dornröschen (Deutsche Staatsoper Berlin)
- 1967: Kurt Schwaen: Ballade vom Glück (Deutsche Staatsoper Berlin)
- 1969: Leo Spies: Don Quixote (Deutsche Staatsoper Berlin) – Inszenierung

### Choreographie in Opern
- 1956: Giuseppe Verdi: Aida (Deutsche Staatsoper Berlin)
- 1957: Alexander Borodin: Fürst Igor (Deutsche Staatsoper Berlin)
- 1957: Giuseppe Verdi: La traviata (Deutsche Staatsoper Berlin)
- 1958: Modest Mussorgski: Chowanschtschina (Deutsche Staatsoper Berlin)
- 1958: Zoltán Kodály: Die Spinnstube (Deutsche Staatsoper Berlin)
- 1959: Georg Friedrich Händel: Ariodante (Deutsche Staatsoper Berlin)
- 1959: Joseph Kosma: Die Weber von Lyon (Deutsche Staatsoper Berlin)
- 1960: Otto Nicolai: Die lustigen Weiber von Windsor (Deutsche Staatsoper Berlin)
- 1961: Christoph Willibald Gluck: Orpheus und Eurydike (Deutsche Staatsoper Berlin) –  Auch Inszenierung
- 1961: Werner Egk nach Henrik Ibsen: Peer Gynt (Deutsche Staatsoper Berlin)
- 1962: Richard Wagner: Tannhäuser (Deutsche Staatsoper Berlin)

## Auszeichnungen
- 1957: Nationalpreis der DDR in der III. Klasse für Kunst und Literatur
- 1961: Fritz-Heckert-Medaille
- 1963: Staatliches Diplom als Ballettmeisterin
- 1964: Vaterländischer Verdienstorden in Bronze
- 1971: Ehrenmitglied der Deutschen Staatsoper Berlin
- 1979: Deutsche Friedensmedaille
- 1984: Vaterländischer Verdienstorden in Silber
- 1985: Goldener Lorbeer des Staatl. Komitees für Fernsehen beim Ministerrat der DDR